# Lesníchestvo (Krasnodar)
Lesníchestvo (del ruso: Восхо́д) es un posiólok del raión de Novopokróvskaya del krai de Krasnodar, en Rusia. Está situado 12 km al suroeste de Novopokróvskaya y 154 km al nordeste de Krasnodar, la capital del krai. Tenía 35 habitantes en 2010.
Pertenece al municipio Novopokróvskoye.